# Chaetopleura peruviana
Chaetopleura peruviana är en blötdjursart som först beskrevs av Jean-Baptiste Lamarck 1819.  Chaetopleura peruviana ingår i släktet Chaetopleura och familjen Ischnochitonidae. Inga underarter finns listade i Catalogue of Life.